# Teachers Teaching with Technology
Teachers Teaching with Technology (kurz T³ oder T3) ist ein weltweites Netzwerk von Lehrerbildungsorganisationen und Lehrern zur Verbesserung und Unterstützung des mathematisch-naturwissenschaftlichen Unterrichts durch den Einsatz digitaler Medien, insbesondere Grafikrechner, Computer-Algebra-Taschencomputer und vergleichbarer PC-gestützter Systeme.
Gegründet wurde Teachers Teaching with Technology 1986 in den USA von den Mathematikprofessoren Bert Waits und Frank Demana an der Ohio State University, Columbus, Ohio. Als wichtigster Weg zur Verbreitung der Ideen, Mathematik- und Naturwissenschaftsunterricht für Schüler durch den Einsatz von neuen Medien interessanter zu gestalten, werden vom Netzwerk Teachers Teaching with Technology Lehrerfortbildungen angeboten.
Um 1996 wurde die Idee von Teachers Teaching with Technology aus den USA nach Europa getragen. In Deutschland wird das Projekt vom Institut für Didaktik der Mathematik – Arbeitsgruppe Barzel der Universität Duisburg-Essen getragen, in Österreich durch T³ Österreich, koordiniert von Mag. Gertrud Aumayr, in der Schweiz durch T³ Schweiz, Hans Kammer.
Neben Lehrerfortbildungen werden in dem Projekt Fortbildungs- und Unterrichtsmaterialien entwickelt. Darüber hinaus initiiert das Projekt in Zusammenarbeit mit verschiedenen Universitäten Forschungsprojekte zum Einsatz digitaler Medien im Mathematikunterricht.
Über den Mathematikunterricht hinaus wird in eigenen Arbeitsgruppen der Einsatz digitaler Medien in den naturwissenschaftlichen Fächern bearbeitet. Zudem gibt es Arbeitsgruppen, die sich z. B. mit Fragen der Diagnose oder des Assessments im Mathematikunterricht beschäftigen.